# میرنی (آستراخان)
میرنی (به لاتین: Mirny) یک منطقهٔ مسکونی در روسیه است که در استان آستراخان واقع شده‌است.